# Televerksorange

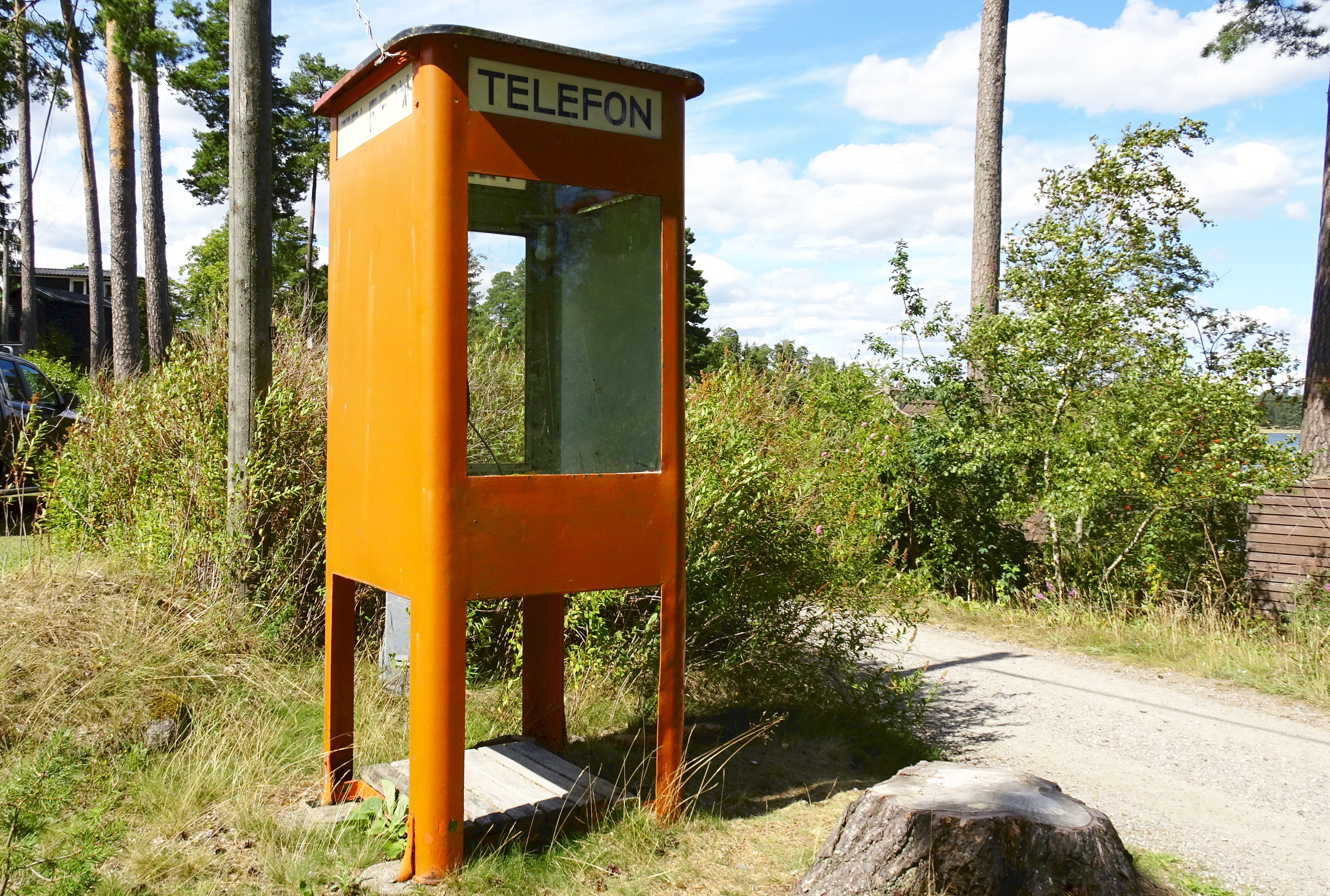
Telefonkiosk i televerksorange.

Televerksorange eller teleorange är ett populärnamn på den brandgula kulören som Televerket använde i slutet av 1950-talet på delar av sin utrustning. Färgen fanns bland annat på Televerkets telefonkiosker och servicebilar. Färgen blev så förknippad med Televerket att populärnamnet har levt kvar.
För Volvo Duett använde Volvo sin kulör med färgkod 74, vilket ungefär motsvarar RAL 2009 ”trafikorange”. Speciellt Televerkets brandgula Volvo P210 Duett med svart text ”TELE” på dörrarna var ett väl synligt inslag i Sveriges trafikmiljö på 1960-talet.
När Televerket bolagiserades och ombildades till Telia följde den brandgula färgen inledningsvis med och blev en av bolagets signaturfärger tillsammans med en mörkt marinblå nyans.

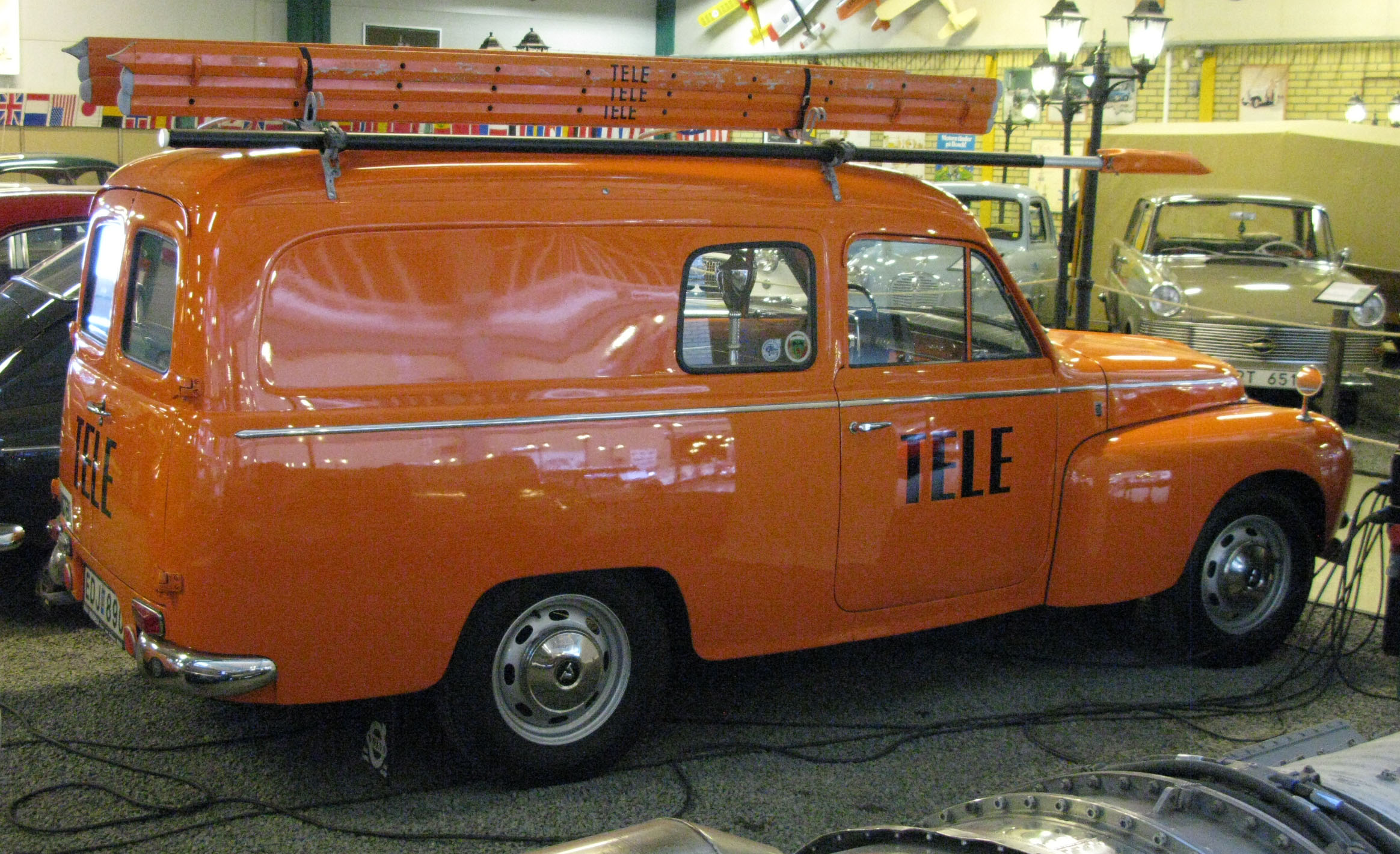
Servicebil i televerksorange; Volvo P210 Duett 1966.
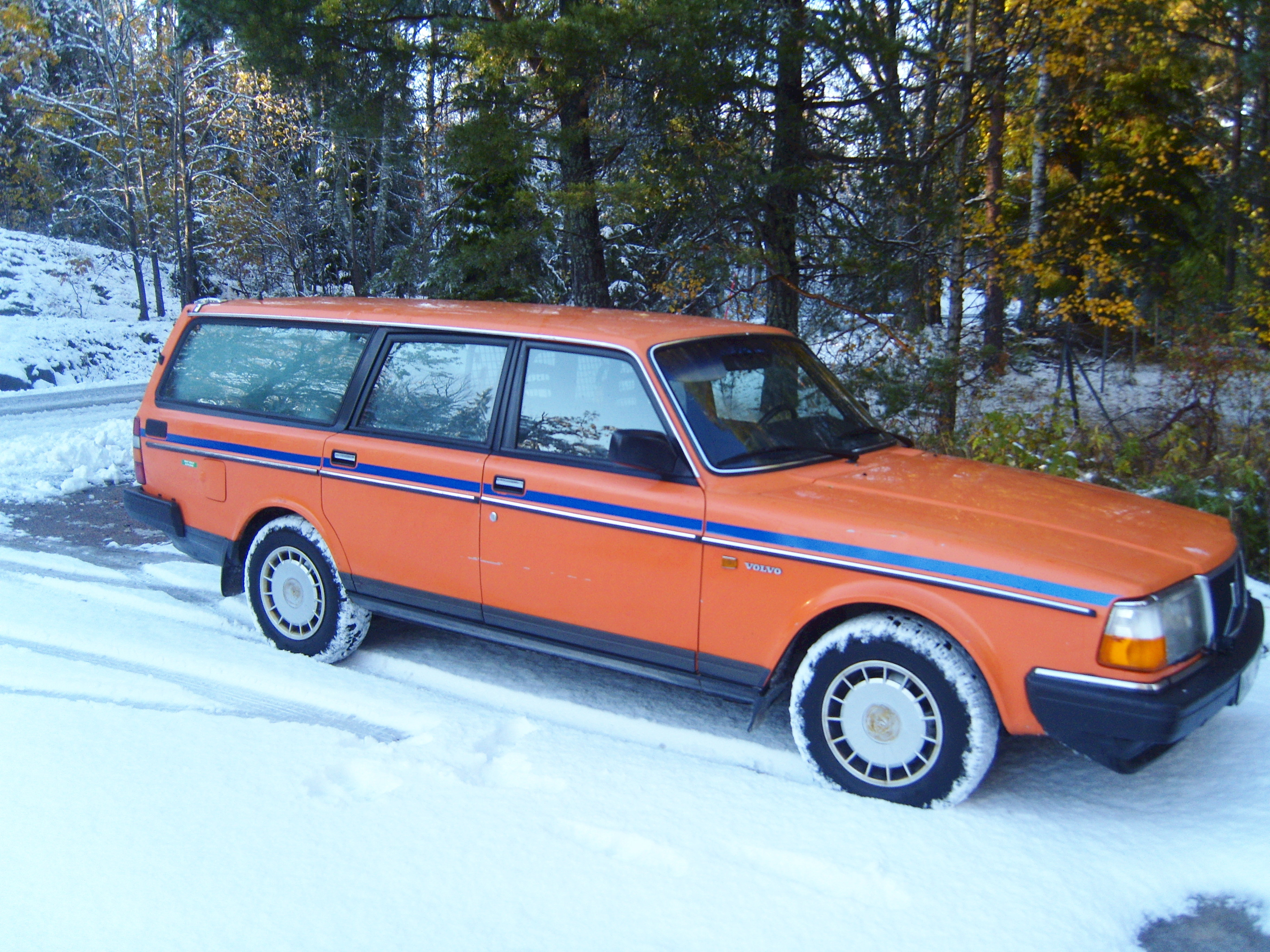
Volvo 240 kombi i televerksorange med påmålad blå sidolinje efter bolagiseringen.